# پونا (کومونه)
پونا (به ایتالیایی: Ponna) یک کومونه در ایتالیا است که در استان کومو واقع شده‌است.

## خصوصیات
پونا ۶٫۰ کیلومترمربع مساحت و ۲۶۴ نفر جمعیت دارد.